# ヘンドリック・テル・ブルッヘン
ヘンドリック・ヤンスゾーン・テル・ブルッヘン （Hendrick Jansz. ter Brugghenまたは Terbrugghenとも、1588年 - 1629年11月1日）は、オランダの画家。テル・ブリュッヘンとも。カラヴァッジオに心酔し、カラヴァッジオ派（カラヴァッジスティ Caravaggisti, Utrechtse caravaggisten、カラヴァッジェスキ Caravaggeschi）と呼ばれたオランダ人画家の一人。

## 生涯
テル・ブルッヘンの幼年時代についてはわずかしか知られていない。彼はハーグで生まれ、1590年代に彼と家族はネーデルラントのカトリックの牙城だったユトレヒトへ引っ越した。この地で13歳の時、画家アブラハム・ブルーマールトについて画作を学んだ。マニエリスムの歴史画家だったブルーマールトから、彼は芸術の基礎を学んだ。
1604年頃、テル・ブルッヘンは腕を磨くためにイタリアへ旅行した。当時のオランダ人画家が遠方まで修行で向かうのは希であった。彼は1604年にローマへ到着し、カラヴァッジオと直接接触した（カラヴァッジオは1606年に殺人事件を起こしてローマから追放される）。テル・ブルッヘンはカラヴァッジオの作品を、イタリア人カラヴァッジスティ、オラツィオ・ジェンティレスキ（画家アルテミシア・ジェンティレスキの父）から学んだ。カラヴァッジオの作品はイタリアで大評判を巻き起こしていた。彼の絵画は、大胆なキアロスクロ技術で特徴づけられた（暗い部分と平行して明るく鮮明な面を描くことで対照が生み出された）。しかし主題の社会的な写実主義のため、時には魅力的、時には衝撃的だったり薄暗い庶民だったりした。イタリア滞在時にテル・ブルッヘンに影響を与えた他のイタリア人画家は、アンニーバレ・カラッチ、ドメニコ・ザンピエーリ、グイド・レーニであった。
ユトレヒトへ戻ると、彼は他のオランダ人カラヴァッジスティ、ヘラルト・ファン・ホントホルストと活動した。テル・ブルッヘンは1629年にユトレヒトで死んだ。

## 作品と影響

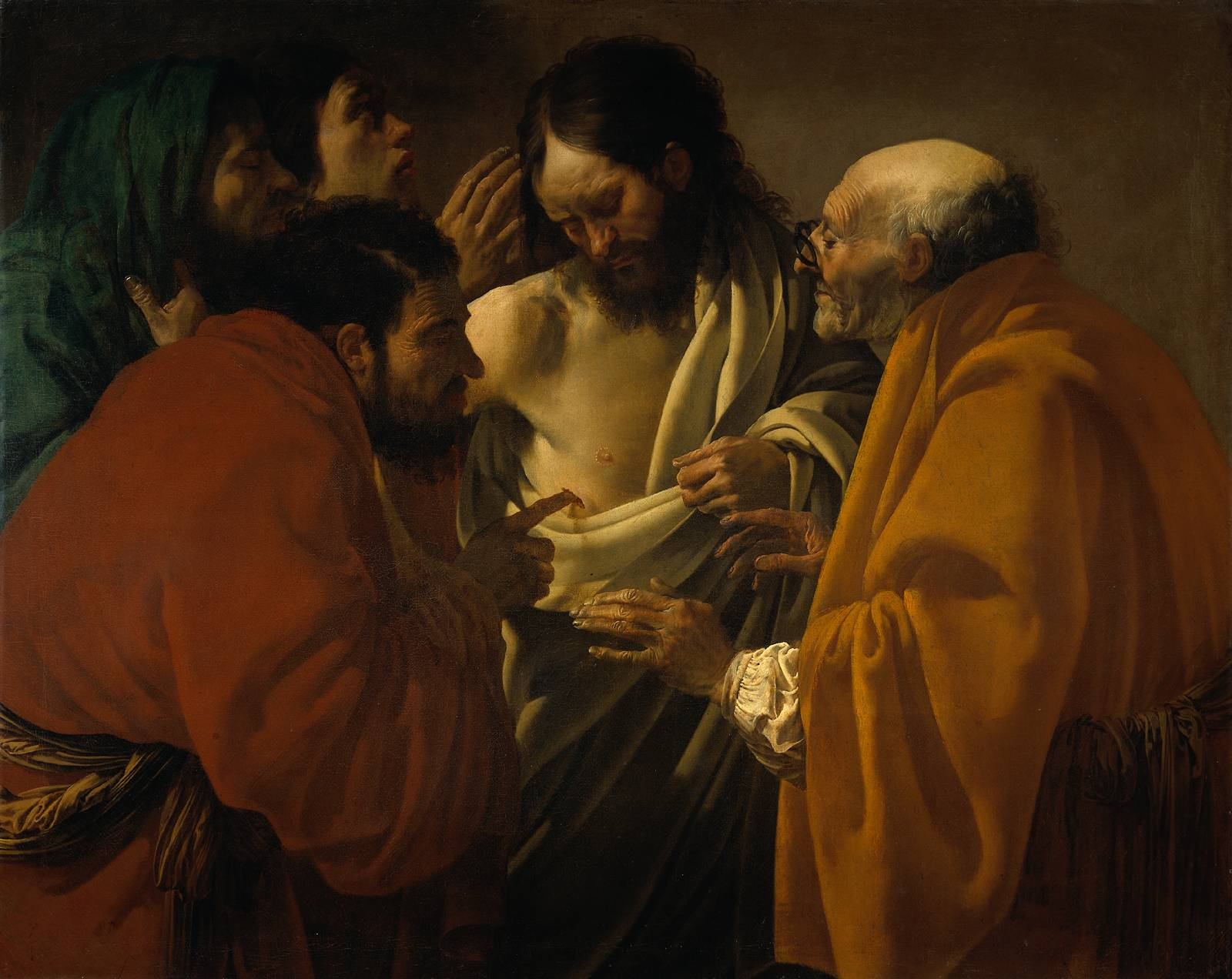
『疑う使徒トマス』、1621年-1623年

テル・ブルッヘンの気に入りの主題は、半身大の酔っぱらいの肖像、音楽家だったが、彼はより大きなサイズの宗教画と群像も生み出している。彼はカラヴァッジオから受けた影響を持ち込み、彼の作品は明暗の強い劇的効果をもち、同様に情熱的に主題へ注ぎ込んだ。たとえ彼が若死にしたとしても、彼の作品は好意的に受け止められ、他の画家たちに偉大な影響を残しただろう。宗教的主題の彼の処理法は、レンブラントの作品の中に反映されているのが見て取れるし、彼の画風の要素はフランス・ハルスとヨハネス・フェルメールの絵画の中に見つけ出せる。ピーテル・パウル・ルーベンスは、テル・ブルッヘンの作品について「その他のユトレヒト出身芸術家の全てを超越する。」との記述を残した。

## 主な作品
- 東方三博士の礼拝 (1619年) — アムステルダム国立美術館、アムステルダム
- フルート奏者 (1621年) — カッセル州立美術館、カッセル
- 聖マタイの召喚 (1621年) — ユトレヒト中央美術館、ユトレヒト
- ハープを弾くダヴィデ — ワルシャワ国立美術館、ワルシャワ
- 疑う使徒トマス (c. 1621—1623年) — アムステルダム国立美術館
- バグパイプ奏者 (1624年) — ヴァルラフ＝リヒャルツ美術館、ケルン
- 歌うリュート奏者  (1624年) — ナショナル・ギャラリー、ロンドン
- グラニダとダイフィロ (1625年) — J・ポール・ゲティ美術館、ロスアンジェルス
- 聖イレーネに介抱される聖セバスティアヌス (1625年) — オベリン大学アレン記念芸術美術館
- 聖母と聖ヨハネとキリストの磔刑 (1625年頃) — メトロポリタン美術館、ニューヨーク
- バッカス信徒の女と猿  (1626年) — ゲティー・センター
- 合奏 (1626年頃) — ナショナル・ギャラリー、ロンドン
- ラバンを非難するヤコブ (1627年) — ナショナル・ギャラリー、ロンドン
- デモクリトゥス (1628年) — アムステルダム国立美術館
- ヘラクリトゥス (1628年) —  アムステルダム国立美術館
- デュエット (1628年) — ルーヴル美術館、パリ

## 参照
- Benedict Nicolson, Hendrick Terbrugghen (London, 1958年)
- Leonard J. Slatkes and Wayne Franits, The Paintings of Hendrick ter Brugghen, 1588-1629 (Amsterdam/Philadelphia, 2007年)